# Vultur indian
Vulturul indian (Gyps indicus) este o pasăre de pradă originară din subcontinentul indian. Este un vultur de mărime medie, cu un cap mic, semi-chel, cu pene puține, cioc lung și aripi late de culoare închisă, aparținând familiei Accipitridae. Se reproduce în principal în centrul și sudul Indiei.
Vulturul indian este o specie cheie care a fost inclusă din 2002 pe lista roșie a IUCN ca specie pe cale de dispariție critică, deoarece populația a scăzut grav în iltimele decenii.

## Taxonomie
Vulturul indian face parte din genul Gyps și își trage atât denumirea comună, cât și denumirea științifică specifică de la faptul că este originar din subcontinentul indian. Numele genului provine din greaca veche gups, care înseamnă „vultur” iar numele speciei este neo-latin indicus, din greaca veche indikós, care înseamnă „indian”.
Vulturul cu cioc subțire (Gyps tenuirostris) a fost o subspecie a vulturului indian până în 2001. Pe baza probelor de ADN nuclear și mitocondrial, acesta a fost separat în 2001 într-o specie diferită de vulturul indian.

## Comportament
Vulturul indian este un zburător puternic și zboară pe curenții de convecție termică. Atinge viteze de 35 km/h atunci când planează și poate zbura timp de șase până la șapte ore fără întrerupere. Vulturul indian cuibărește în principal pe stânci și este de obicei găsit în stoluri mici, uneori împreună cu alte specii de vulturi.

### Dietă
Este o specie cheie în habitatele sale și este o pasăre necrofagă, hrănindu-se în principal cu carcasele animalelor moarte. Acesta joacă un rol crucial în ecosistem prin eliminarea cărnii în putrefacție care altfel ar răspândi boli. Acesta acoperă zone întinse, uneori mergând sute de kilometri în căutarea carcaselor și își folosește în principal vederea pentru a le repera..
Aceștia sunt adesea atrași de adunările mari de alte păsări răpitoare sau necrofage, deoarece acest lucru înseamnă de obicei că în apropiere se află un cadavru. Vulturii indieni se hrănesc în general cu vite moarte și cu orice resturi lăsate de prădătorii mari. Păsările individuale se luptă adesea între ele pentru a obține cea mai bună poziție în accesul la carcasă.

### Durata de viață și mortalitatea
Vulturii indieni au o durată de viață de 40 până la 45 de ani. Se maturizează sexual la vârsta de cinci ani. Deși vulturii din sălbăticie ar putea avea o durată de viață mai lungă, aceștia sunt din ce în ce mai des întâlniți în apropierea habitatelor umane. În habitatele umane, vulturii indieni sunt predispuși la o mortalitate mai mare din cauza accidentelor rutiere, electrocutării, coliziunii cu trenurile și alte structuri înalte, cum ar fi morile de vânt. În afară de aceasta, cauza majoră a deceselor a fost AINS, inclusiv Diclofenac, administrat în mod obișnuit vitelor pentru a reduce durerile articulare, despre care se crede că au fost transmise vulturilor prin carnea vitelor moarte, provocând insuficiență renală și moartea vulturilor.

## Galerie

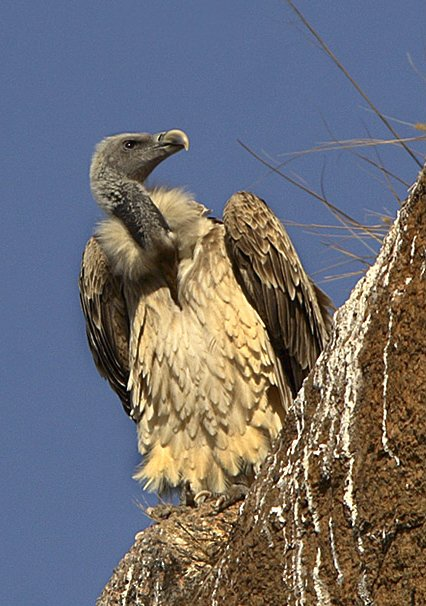
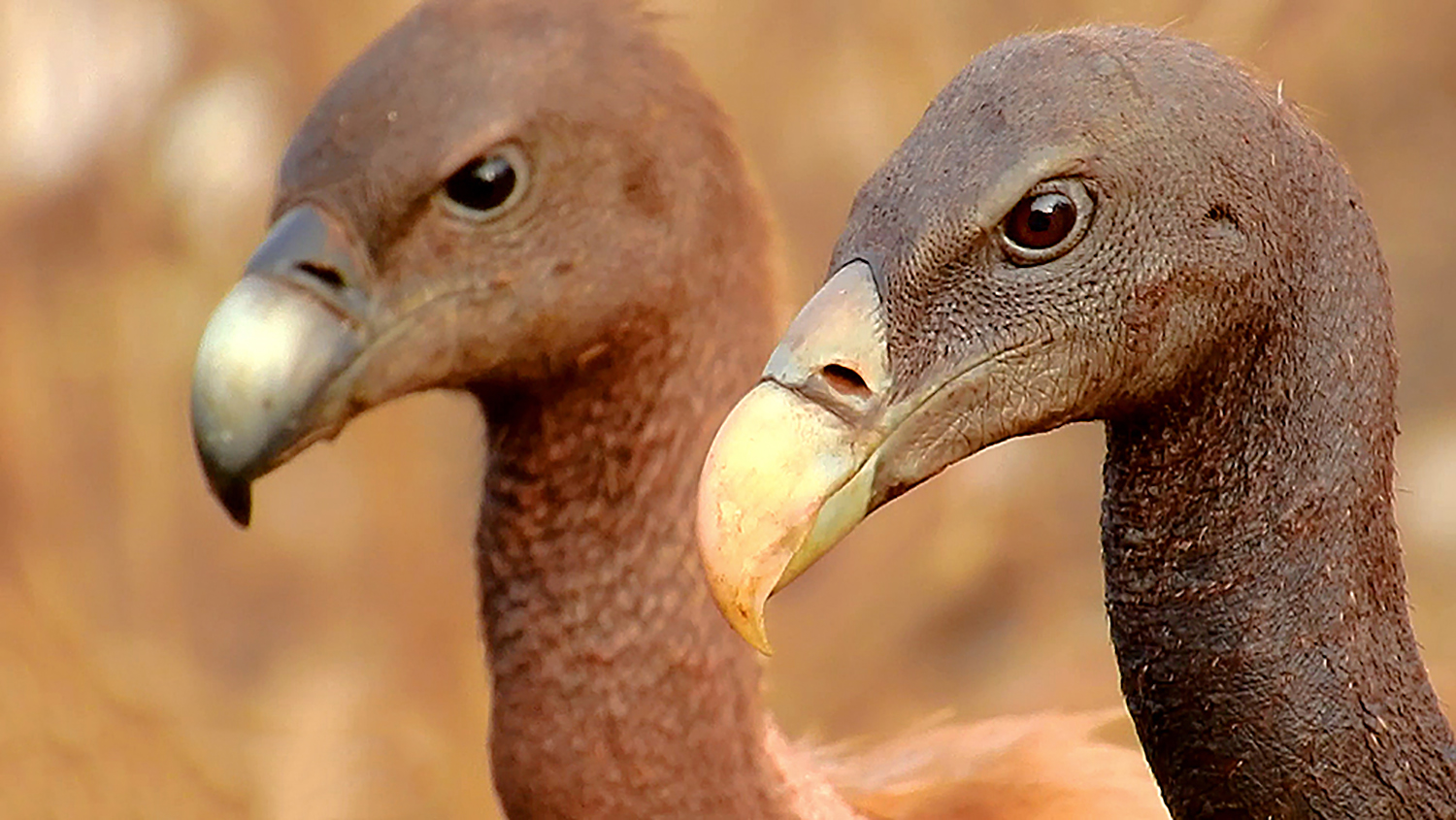
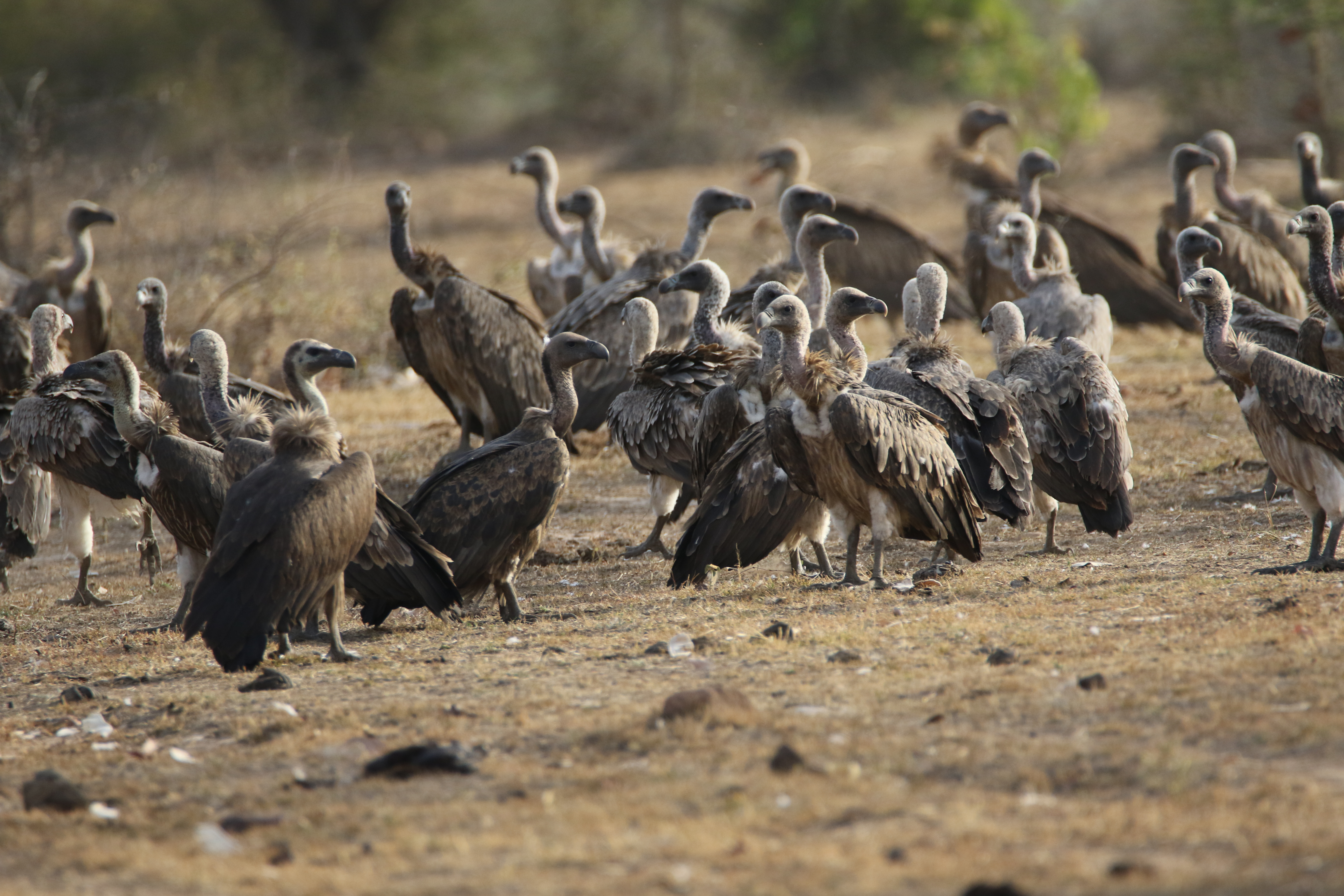